# إسماعيل فتاح الترك
إسماعيل فتاح الترك (1934 - 2004) فنان تشكيلي ونحات من العراق ولد في البصرة.

## مسيرته
تخرج من معهد الفنون الجميلة قسم الرسم عام 1956، واكمل دراسته في قسم النحت والفخار في نفس المعهد وتخرج عام 1958. رشحته وزارة المعارف لدراسة النحت والخزف في ايطاليا، وحصل على الدبلوم العالي في النحت والخزف من أكاديمية الفنون في روما عام 1962. عمل أكثر من 30 عاما مدرسا في كلية الفنون الجميلة ببغداد وتتلمذ على يده معظم فناني جيل السبعينيات والثمانينيات. ومن ابرز الأعمال التي نفذها «نصب الشهيد» الضخم وسط بغداد. توفي النحات العراقي الشهير إسماعيل فتاح الترك عن 70 عاما بعد صراع مع المرض في أحد مسشفيات بغداد.

## أعماله
اقام ستة معارض للنحت وخمسة معارض للرسم في روما، بغداد، بيروت. شارك في بعض معارض جماعة بغداد ومعارض جمعية التشكيليين.
أقام الترك العديد من المعارض الفنية في مختلف الدول منها:
1961-1963 معارض الفنون في روما
1963 معرض الفنون المعاصرة في روما
1965-1968 في متحف الفن الحديث، كاليري الواسطي، كاليري ون في بيروت، كاليري كرافيك بغداد، كاليري لامتور في بيروت، كاليري الكوفة في لندن.
وخلال حياته الفنية الحافلة حصل الترك على العديد من الجوائز منها جائزة النحت في الفنون الجميلة بغداد 1956
وجائزة النحت الأولى في معرض الفنانين الأجانب في ماركتا في إيطاليا 1963 جائزة الدولة للفنون الجميلة بغداد 1989.
عضو جماعة بغداد 1957، تجمع الزاوية 1966، وعضو نقابة الفنانيين العراقيين، وجمعية الفنانين العراقيين.

### التماثيل
لإسماعيل العديد من التماثيل التي ما تزال حتى اليوم في ساحات وشوارع بغداد، ومنها:
- تمثال الشاعر معروف الرصافي في بغداد.
- تمثال الشاعر عبد المحسن الكاظمي في بغداد.
- تمثال الشاعر العباسي أبو نواس في بغداد.
- تمثال الرسام يحيى بن محمود الواسطي في بغداد.
- جدارية الطب العربي القديم في مدينة الطب بغداد.
- جدارية برونزية على جدار شركة إعادة التـأميم في بغداد.
- تمثال الفارابي في حديقة الزوراء بغداد.
- نصب دجله والفرات في وزارة الثقافة شارع حيفا بغداد
- نصب الشهيد في بغداد

ونصب برونزية لعمارة التأمين، ورليف برونزي لواجهة وزارة الصناعة، ملحمة كلكامش، رليف برونزي لدار الضيافة

## نصب الشهيد
من أهم وأبرز الأعمال الفنية التي صممها الفنان العراقي الراحل نصب الشهيد الضخم وسط العاصمة العراقية. وعد نقاد عالميون زاروا النصب العمل غاية في العبقرية المعمارية والتصميم الفني،
لأنه مبني على شكل قبة مفتوحة بشكل يباعد بين نصفيها غير المتقابلين. أما عبقرية التصميم فتكمن في الخداع البصري الذي جسده الترك في النصب المقام على أرض مفتوحة مترامية الأطراف، إذ يشاهد المار بالسيارة حول النصب أن شطري القبة التي تبدو مغلقة عند بداية الشارع، ويبدآن بالابتعاد أحدهما عن الآخر وكأن بوابة تنفتح أمامه تمهيدا لخروج شيء ما. وعندما يدخل الزائر موقع النصب يلاحظ أن هذا الشيء هو العلم العراقي الذي يرتفع إلى الأعلى تجسيدا لارتقاء روح الشهيد إلى السماء.
ويرمز النصب الذي أقيم عام 1986 إلى تضحية الشهيد في سبيل وطنه ومبادئه. وأبرز معالمه المعمارية القبة العباسية المفتوحة والراية التي ترتفع بطول خمسة أقدام فوق الأرض وثلاثة أمتار تحت الأرض حيث تشاهد على شكل ثريا، والينبوع الذي يتدفق ماؤه إلى داخل الأرض ليرمز إلى دم الشهيد. أحب الفنان العراق حتى وهو في فراش المرض عندما كانت آخر أمنياته وهو في اتصال مع أخته في بغداد سؤال يقول “متى ارجع للوطن حتى أشوف جماعتي الفنانين ونشوي سمك ونعيد ذيج الأيام وإنشاء الله العراق راح يتغير ”  لكنه توفي لحظة هبوط الطائرة القادمة من الإمارات في مطار بغداد  حسب رواية أقربائه.

## رحيله
استدعي الفنان الترك وكلف من قبل دائرة الاشغال العامة في ابوظبي للمشاركة في وضع التصاميم للزخارف الداخلية لمسجد الشيخ زايد الكبير. وفي عام 2003 أقام معرضا في دبي بمشاركة التشكيلي العراقي ضياء العزاوي، وشهد العام نفسه إصابته بمرض سرطان القولون وظل يصارعه حيث قضى معظم ايامه الاخيرة في مستشفى توام بمدينة العين. توفي في بغداد النحات العراقي الكبير إسماعيل فتاح الترك فور عودته من الإمارات إلى بغداد بعد حياة حافلة بالانجازات الفنية اشهرها نصب الشهيد الذي ينتصب وسط العاصمة العراقية. وقالت مؤسسة أكد للثقافة والفنون والنشر في هولندا التي نعت النحات الراحل في بيان صحفي ان الترك رحل إلى جوار ربه عن عمر ناهز السبعين عاماً حيث ولد في البصرة عام 1934 بعد أن أجرى عملية جراحية في دولة الأمارات العربية المتحدة لإستاصال سرطان الأمعاء الذي عانى منه في الفترة الأخيرة
توفي النحات العراقي إسماعيل فتاح الترك  عام 2004 عن 70 عاما بعد صراع مع المرض.

## صور لأبرز أعماله

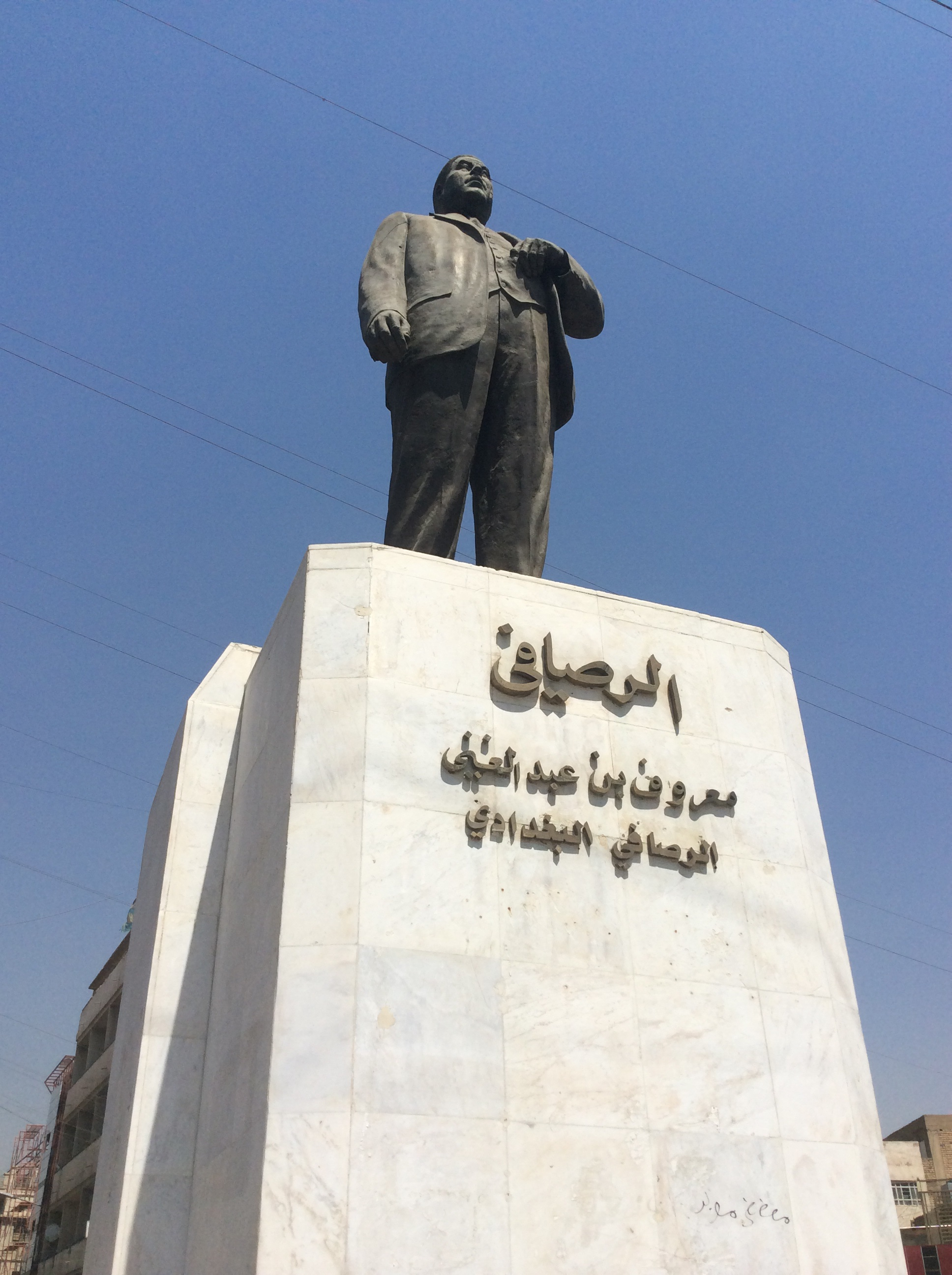
تمثال الشاعر الرصافي ببغداد
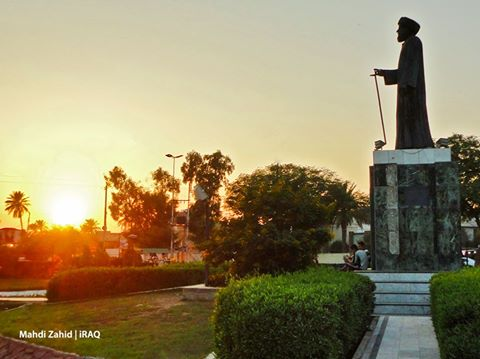
تمثال الشاعر عبد المحسن الكاظمي ببغداد